# ABC Stage 67
ABC Stage 67 è una serie televisiva statunitense in 26 episodi trasmessi per la prima volta nel corso di una sola stagione dal 1966 al 1967.
È una serie di tipo antologico in cui ogni episodio rappresenta una storia a sé. Gli episodi sono storie di genere vario, dal drammatico alla commedia, dal musical al documentario.

## Produzione
La serie fu prodotta da Francis Productions con Hubbell Robinson come produttore esecutivo. Le musiche furono composte da Elmer Bernstein.

### Registi
Tra i registi sono accreditati:
- Joe Layton in un episodio (1966)
- Sam Peckinpah in un episodio (1966)
- Frank Perry in un episodio (1966)
- Stanley Prager in un episodio (1966)
- John Robins in un episodio (1966)
- Alex Segal in un episodio (1966)
- Noel Black in un episodio (1967)
- Paul Bogart in un episodio (1967)
- Paddy Sampson in un episodio (1967)
- Franklin J. Schaffner in un episodio (1967)
- Arthur Storch in un episodio (1967)

### Sceneggiatori
Tra gli sceneggiatori sono accreditati:
- Bill Adler in un episodio (1966)
- Truman Capote in un episodio (1966)
- Robert Emmett in un episodio (1966)
- Earl Hamner Jr. in un episodio (1966)
- David Karp in un episodio (1966)
- John le Carré in un episodio (1966)
- Laurence E. Mascott in un episodio (1966)
- Sam Peckinpah in un episodio (1966)
- Eleanor Perry in un episodio (1966)
- Katherine Anne Porter in un episodio (1966)
- Murray Schisgal in un episodio (1966)
- Robert Sheckley in un episodio (1966)
- Burt Shevelove in un episodio (1966)
- Oscar Wilde in un episodio (1966)
- William A. Attaway in un episodio (1967)
- Noel Black in un episodio (1967)
- T.E.B. Clarke in un episodio (1967)
- Arthur Laurents in un episodio (1967)
- John D. MacDonald in un episodio (1967)
- Ellen M. Violett in un episodio (1967)
- Frank Waldman in un episodio (1967)
- Tom Waldman in un episodio (1967)

## Distribuzione
La serie fu trasmessa negli Stati Uniti dal 14 settembre 1966 al 3 maggio 1967 sulla rete televisiva ABC.

## Episodi
| Stagione       | Episodi | Prima TV USA |
| -------------- | ------- | ------------ |
| Prima stagione | 26      | 1966-1967    |